# Montgomery County (Missouri)
Das Montgomery County ist ein County im US-amerikanischen Bundesstaat Missouri. Im Jahr 2020 hatte das County 11.322 Einwohner und eine Bevölkerungsdichte von 8,1 Einwohnern pro Quadratkilometer. Der Verwaltungssitz (County Seat) ist Montgomery City.

## Geografie
Das County liegt im nordöstlichen Zentrum von Missouri am linken Ufer des Missouri River und ist im Osten etwa 50 km von dem US-Bundesstaat Illinois und dem Mississippi River entfernt. Es hat eine Fläche von 1399 Quadratkilometern, wovon 7 Quadratkilometer Wasserfläche sind. An das Montgomery County grenzen folgende Nachbarcountys:
| Audrain County  |                  | Pike County    |
| Callaway County |                  | Lincoln County |
| Osage County    | Gasconade County | Warren County  |

## Geschichte

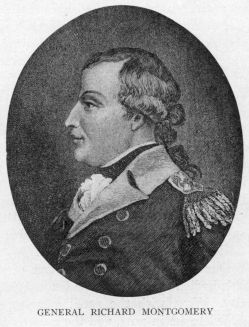
Montgomery

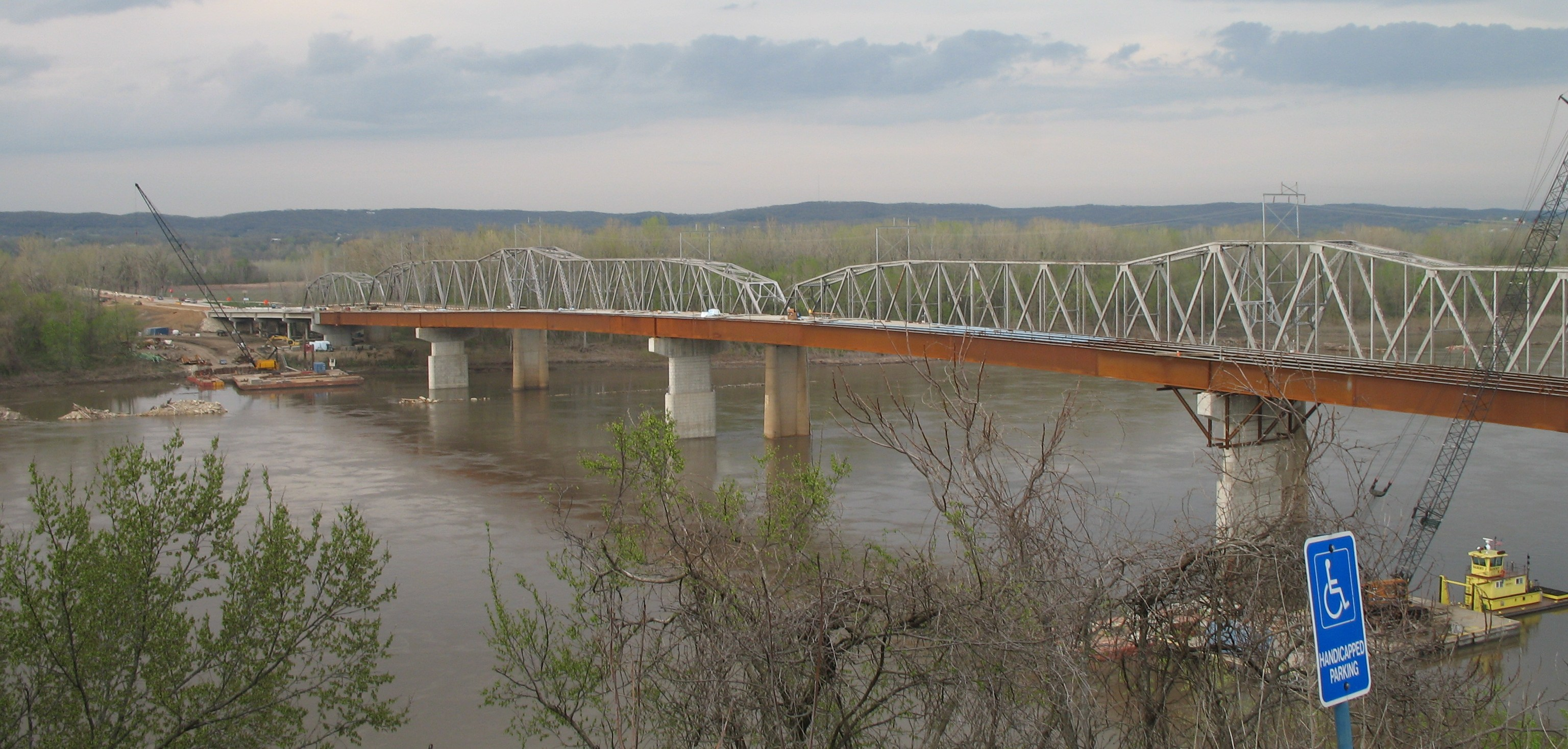
Die Christopher S. Bond Bridge (v.) und die Hermann Bridge (h.) über den Missouri

Das Montgomery County wurde am 14. Dezember 1818 aus Teilen des St. Charles County gebildet. Benannt wurde es nach Richard Montgomery (1736–1775), der im Amerikanischen Unabhängigkeitskrieg während des Angriffs auf die kanadische Stadt Québec getötet wurde.

Ein Ort hat den Status einer National Historic Landmark, die archäologische Fundstätte Graham Cave.

## Demografische Daten

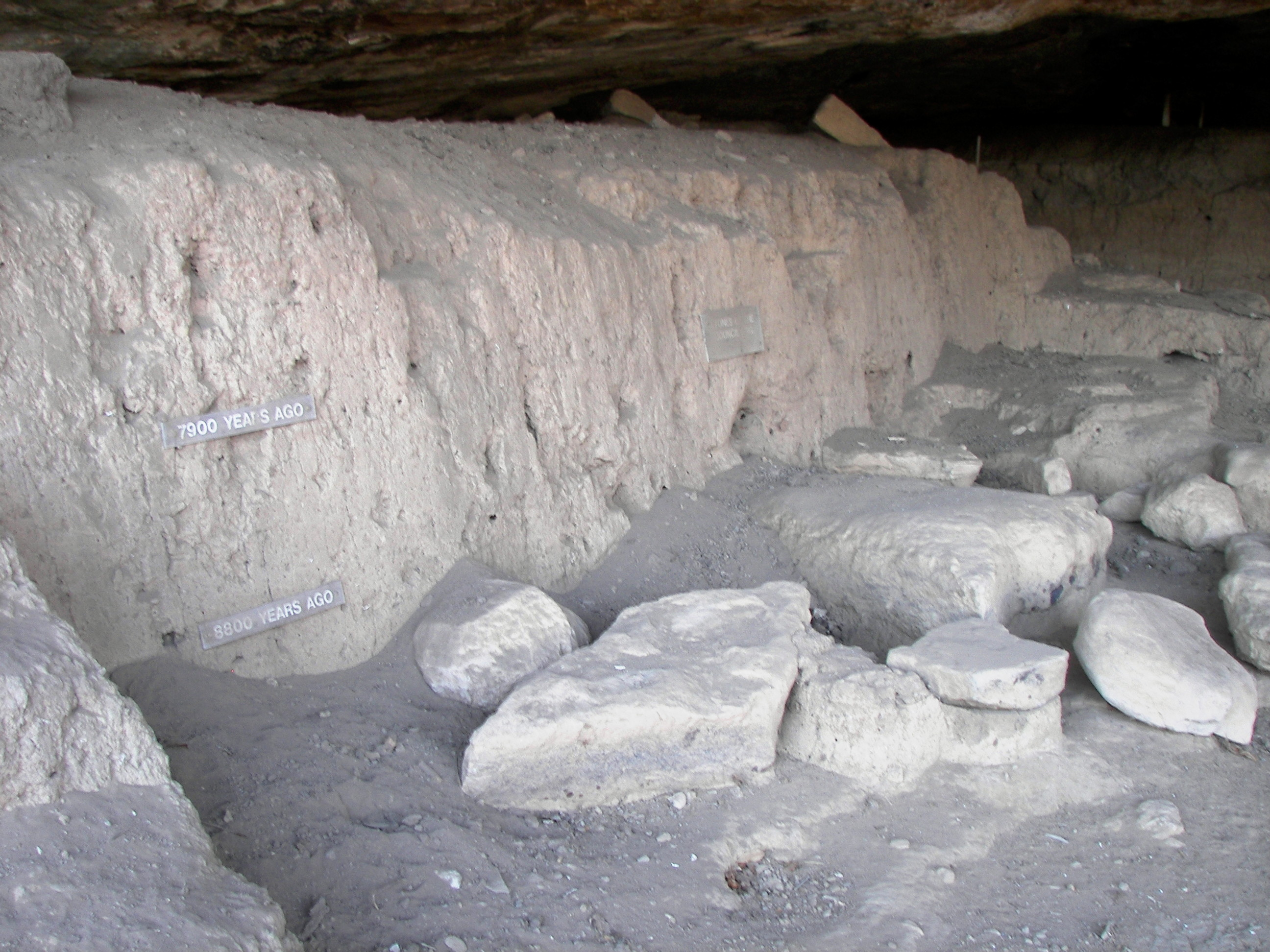
Die Graham Cave, gelistet im NRHP

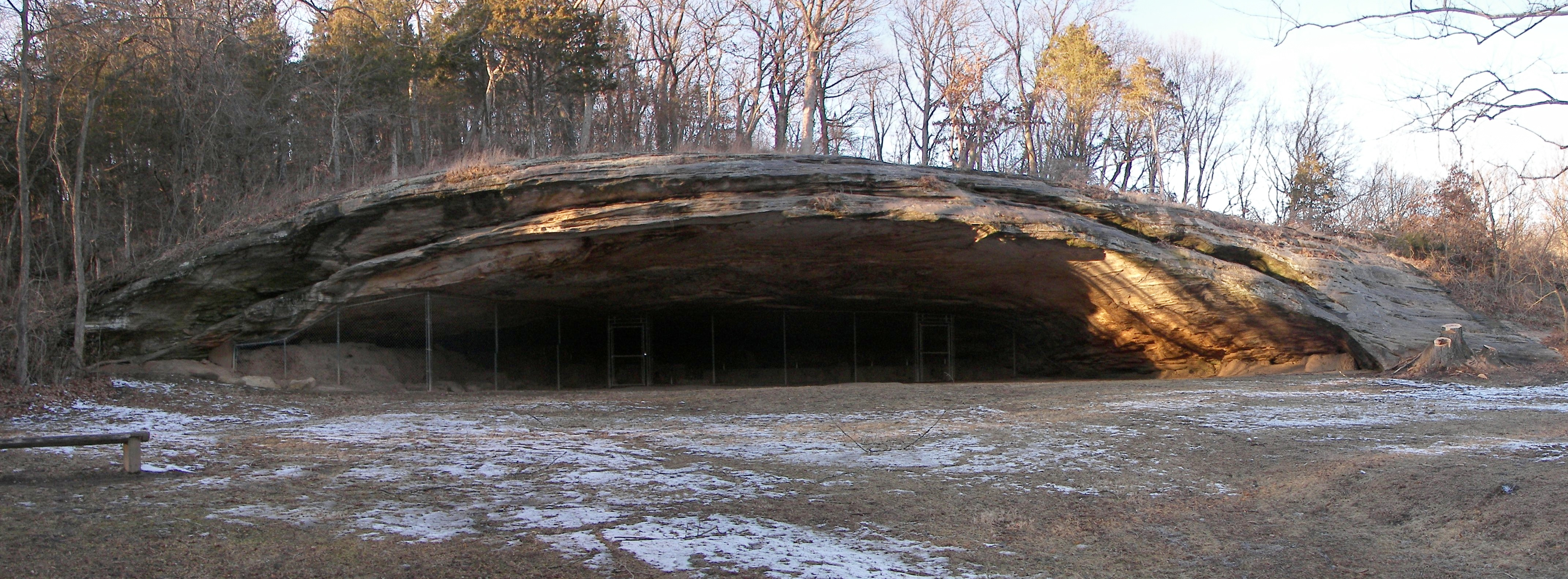
Eingang der Graham Cave

Nach der Volkszählung im Jahr 2010 lebten im Montgomery County 12.236 Menschen in 4869 Haushalten. Die Bevölkerungsdichte betrug 8,8 Einwohner pro Quadratkilometer. In den 4869 Haushalten lebten statistisch je 2,45 Personen.
Ethnisch betrachtet setzte sich die Bevölkerung zusammen aus 96,0 Prozent Weißen, 1,9 Prozent Afroamerikanern, 0,2 Prozent amerikanischen Ureinwohnern, 0,3 Prozent Asiaten sowie aus anderen ethnischen Gruppen; 1,5 Prozent stammten von zwei oder mehr Ethnien ab. Unabhängig von der ethnischen Zugehörigkeit waren 1,6 Prozent der Bevölkerung spanischer oder lateinamerikanischer Abstammung.
23,3 Prozent der Bevölkerung waren unter 18 Jahre alt, 57,6 Prozent waren zwischen 18 und 64 und 19,1 Prozent waren 65 Jahre oder älter. 50,1 Prozent der Bevölkerung war weiblich.

Das jährliche Durchschnittseinkommen eines Haushalts lag bei 39.369 USD. Das Pro-Kopf-Einkommen betrug 19.634 USD. 14,8 Prozent der Einwohner lebten unterhalb der Armutsgrenze.

## Ortschaften im Montgomery County
Citys
| - Bellflower - High Hill - Jonesburg - McKittrick | - Middletown - Montgomery City - New Florence - Wellsville |

Village
- Rhineland

Unincorporated Communities
| - Americus - Big Spring - Bluffton - Buell | - Danville - Gamma - Marling - Mineola | - Prices Branch - Starkenburg |

## Gliederung
Das Montgomery County ist in sechs Townships eingeteilt:
| Township              | Einwohner (2010) | FIPS     |
| --------------------- | ---------------- | -------- |
| Bear Creek Township   | 2566             | 29-03754 |
| Danville Township     | 1950             | 29-18208 |
| Loutre Township       | 1397             | 29-44228 |
| Montgomery Township   | 3729             | 29-49520 |
| Prairie Township      | 882              | 29-59618 |
| Upper Loutre Township | 1712             | 29-75256 |